# Geher-Länderkampf der Männer 1978 BR Deutschland – Frankreich
| 1. Leichtathletik-Länderkampf mit bundesdeutscher Beteiligung 1978 | 1. Leichtathletik-Länderkampf mit bundesdeutscher Beteiligung 1978 |
| ------------------------------------------------------------------ | ------------------------------------------------------------------ |
|                                                                    |                                                                    |
| Geher-Vergleich der Männer: BR Deutschland – Frankreich            |                                                                    |
| Austragungsort                                                     | Bielefeld                                                          |
| Wettbewerbe                                                        | 2                                                                  |
| Datum                                                              | 14./15. Mai                                                        |
| 1. FRG 2. FRA                                                      | 31 Punkte 12 Punkte                                                |
| Chronik                                                            |                                                                    |
| ← etzter LK 1977: 00GBR-FRG (F)                                    | FRG-FRA Geher (F) →                                                |

Im ersten Vergleich des Länderkampfjahres 1978 traten die bundesdeutschen Geher am 14./15. Mai in Bielefeld gegen Frankreich an. Die Begegnung fand als Zweiländerkampf zum zweiten Mal statt. Das vorangegangene Aufeinandertreffen im Vorjahr hatte die Bundesrepublik für sich entschieden. Zuvor hatte es acht Länderkämpfe mit den französischen Gehern gegeben, an denen mit der Schweiz und zwei Mal auch zusätzlich mit Belgien weitere Nationen beteiligt waren. In allen vergangenen Wettkämpfen hatten die bundesdeutschen Vertreter vorne gelegen.

## Modus
Auf dem Programm standen wie üblich zwei Wettbewerbe, ein kürzerer über 20 und ein längerer, diesmal ausgetragen über 35 Kilometer. Jede Nation konnte je Wettbewerb vier Geher stellen, von denen die drei Besten gewertet wurden. Die Punkte wurden wie folgt vergeben. 1. Platz: 7 Punkte / 2. Pl.: 5 P / 3. Pl.: 4 P / 4. Pl.: 3 P.

## Ergebnis
Die bundesdeutschen Geher waren in diesem Vergleich maximal dominant. Auf beiden Strecken lagen jeweils alle bundesdeutschen Vertreter vor ihren französischen Kontrahenten. So gewann die Bundesrepublik Deutschland mit dem höchst möglichen Ergebnis von 32 zu zwölf Punkten.

## Legende
Kurze Übersicht zur Bedeutung der Symbolik – so üblicherweise auch in sonstigen Veröffentlichungen verwendet:
| DNF | nicht im Ziel (did not finish) |

## Resultate

### 20-km-Straßengehen
| Platz | Athlet              | Land | Zeit (h)  |
| ----- | ------------------- | ---- | --------- |
| 1     | Alfons Schwarz      | FRG  | 1:27:05,3 |
| 2     | Hans Michalski      | FRG  | 1:27:30,8 |
| 3     | Wolfgang Wiedemann  | FRG  | 1:31:14,4 |
| 4     | Jürgen Meyer        | FRG  | 1:31:26,7 |
| 5     | Jean-Pierre Garnung | FRA  | 1:32:11,4 |
| 6     | Jean-Claude Decosse | FRA  | 1:33:49,5 |
| 7     | Claude Sauriat      | FRA  | 1:39:42,6 |
| DNF   | Jean-Marie Plessis  | FRA  |           |

### 35-km-Straßengehen
| Platz | Athlet                   | Land | Zeit (h)  |
| ----- | ------------------------ | ---- | --------- |
| 1     | Heinrich Schubert        | FRG  | 2:46:38,4 |
| 2     | Hans Binder              | FRG  | 2:46:38,5 |
| 3     | Gerhard Weidner          | FRG  | 2:47:25,8 |
| 4     | Karl Degener             | FRG  | 2:49:17,5 |
| 5     | Jean-Paul Darguesse      | FRA  | 2:57:49,9 |
| 6     | Jean-Louis Hauth         | FRA  | 3:00:06,3 |
| 7     | Jean-Pierre Saint-Martin | FRA  | 3:01:57,9 |
| 8     | Luc Gautier              | FRA  | 3:08:04,6 |